# Hebenstretia rehmannii
Hebenstretia rehmannii är en flenörtsväxtart som beskrevs av Robert Allen Rolfe. Hebenstretia rehmannii ingår i släktet gatörter, och familjen flenörtsväxter. Inga underarter finns listade i Catalogue of Life.